# Безмиалем-султан
Безмиале́м-султа́н (осман. بزم عالم سلطان‎, тур. Bezmiâlem Sultan; ок. 1807/1808 года, ? — 1853 год, Стамбул) — вторая жена османского султана Махмуда II, мать султана Абдул-Меджида I, валиде-султан.
О жизни Безмиалем известно мало, большинство сведений о ней относятся к султанату её сына Абдул-Меджида I, когда сама она стала валиде-султан. Как мать, Безмиалем опекала своего сына-султана и поддерживала его правление, а во время отсутствия Абдул-Меджида в столице она занималась политическими и организационными вопросами. При ней во дворце укрепилась тенденция к европейскому стилю жизни, а о расточительстве, пристрастии к роскоши и мотовству женщин и дочерей султана ходили легенды. Также вовсю процветали взяточничество и кумовство, которые ещё больше усилились после смерти валиде. В то же время Безмиалем-султан много занималась благотворительностью и строительством, чем снискала любовь и уважение народа. Основной костяк её благотворительности составляли фонды, обеспечивавшие помощь нуждающимся и работу благотворительных учреждений — школ, больниц, мечетей. Она была инициатором строительства первого Галатского моста, а также незадолго до смерти начала строительство мечети Долмабахче.
Безмиалем пробыла в должности валиде-султан 13 лет и 10 месяцев и скончалась от туберкулёза, который ей диагностировали примерно за десять лет до этого.

## Биография

### Происхождение
Турецкий историк Махмут Хюдаи Шентюрк, автор статьи о Безмиалем в «Исламской энциклопедии», писал, что место и дата её рождения доподлинно неизвестны, однако он отмечал, что из некоторых записей можно сделать вывод, что она была грузинкой, которую работорговцы в юном возрасте доставили во дворец в качестве наложницы. Адмирал Адольфус Слейд, служивший в османском флоте, также отмечал, что в гарем Безмиалем попала ещё будучи ребёнком. Турецкий историк Недждет Сакаоглу писал, что ходили слухи о происхождении Безмиалем из черкесов или грузин. Он также отмечал, что врач Абдул-Меджида I Зигмунд Шпитцер, а также адмирал Слейд считали Безмиалем грузинкой. Как и Шентюрк, Сакаоглу предполагал, что в гарем будущая валиде была продана работорговцами. Он также приводит цитату из книги «Матери султанов» Али Кемаля Мерама, в которой последний утверждал, что Безмиалем была дочерью русского еврея по имени Леон, при рождении носила имя Сюзи и была подарена Махмуду II Халилем-пашой; однако Сакаоглу отмечал, что версия Мерама ничем не подтверждена и служит лишь «для очернения османов».
Примерным годом рождения Безмиалем Сакаоглу называет 1807 год, отталкиваясь от предположения, что своего единственного известного ребёнка она родила в возрасте 18—20 лет и скончалась в возрасте 46 лет. Османист Энтони Олдерсон, не указывая информации о её происхождении, писал, что Безмиалем могла родиться примерно в 1808 году.

### Жена султана
О жизни Безмиалем-султан известно мало. Шентюрк писал, что Безмиалем воспитывалась и обучалась непосредственно во дворце и позднее стала женой султана Махмуда II. Поскольку нет данных, когда именно она попала во дворец и стала наложницей султана, Сакаоглу отмечал, что неясно пересекалась ли Безмиалем с матерью Махмуда II Накшидиль-султан, умершей в 1817 году, и неизвестно каковы были их отношения, если таковые были.
Согласно Шентюрку, титул второй кадын-эфенди Безмиалем получила 25 апреля 1823 года после рождения сына — будущего султана Абдул-Меджида. Сакаоглу же, не упоминая дат присвоения титулов, отмечал, что на момент смерти Махмуда II в 1839 году она была второй из семи его кадын-эфенди.
Сакаоглу отмечал, что сведения о Безмиалем и её пребывании в гареме стали появляться только после восшествия на престол её шестнадцатилетнего сына. Известно, что пока больной туберкулёзом Махмуд II находился в полукоматозном состоянии в особняке своей сестры Эсмы-султан в Чамлыдже, сама Безмиалем, наследник Абдул-Меджид, врачи и сераскер Коджа Хюсрев-паша, готовый взять ситуацию под контроль, если потребуется, также находились в этом особняке. Рано утром в день смерти Махмуда II, 30 июня или 1 июля 1839 года, Хюсрев-паша первым узнал о случившемся и лично доставил наследника в Топкапы для проведения всех необходимых церемоний. Пока Хюсрев вёз Абдул-Меджида от гаремного причала во дворец Топкапы, пушки возвестили о восшествии на престол нового султана и начале церемонии джюлюса.

### Мать султана
Особенностью восхождения сына Безмиалем на престол стал тот факт, что Абдул-Меджид стал первым за последние 189 лет султаном, сменившим на троне отца, а не других родственников мужского пола, поскольку начиная с XVII века, после того, как перестал применяться закон Фатиха, в Османской империи действовал сеньорат. Кроме того, до падения империи больше такого рода смены власти в стране не будет. Сама Безмиалем-султан получила титулы валиде-султан и Мехд-и Улья-йы Салтанат (от тур. Mehd-i Ulyâ-yı Saltanat — «колыбель великого султана») и стала четырнадцатой матерью султана, носившей титул валиде. Поскольку трон перешёл от отца к сыну, мать Абдул-Меджида I не прошла традиционную церемонию «валиде алайы» — когда мать султана торжественно переезжала из Старого дворца в султанский дворец. Безмиалем было чуть больше 30 лет, когда она стала валиде, и с первого же дня в этой должности она преступила к своим обязанностям.
С восшествием Абдул-Меджида I на престол в стране начался период радикальных перемен, известный под названием Танзимат, и Безмиалем-султан посчитала своим долгом во всём поддерживать сына. Кроме того, Абдул-Меджид был молод и не имел опыта управления государством, поэтому Безмиалем, как мать султана, играла огромную роль в делах государства. Сакаоглу так писал о первом политическом диалоге султана с матерью: когда вскоре после похорон Махмуда II сераскер Хюсрев-паша получил печать великого визиря, в ультимативной форме истребовав её у Рауфа-паши, Безмиалем напомнила сыну, что это назначение неправильно, на что Абдул-Меджид с сожалением ответил, что его мнения на этот счёт никто не спросил. В дальнейшем, когда её сын смог взять на себя всю полноту власти, Безмиалем-султан продолжала заниматься не только дворцовыми, но и государственными делами во время путешествий султана по стране, при необходимости отдавала распоряжения чиновникам и даже организовывала официальные приёмы и банкеты.
Для Безмиалем-султан было естественно сообщать сыну о происходящем как во дворце, так и за его пределами, и предупреждать об опасностях. Известно, что, когда Абдул-Меджид покидал пределы столицы, валиде-султан писала ему письма. Сакаоглу отмечал, что неизвестно писала ли она сама, или же диктовала их одной из служанок. Однако эти простые и незамысловатые письма своим содержанием дают исследователям представление о мире и культуре дворцовой женщины, проведшей жизнь с двумя султанами, отцом и сыном, проводившим важные реформы в государстве. В то же время, турецкий историк Чагатай Улучай отмечал, что, вероятно, письма Безмиалем-султан писала сама, поскольку они были написаны некрасивым неровным почерком с множеством ошибок. Корреспонденция Безмиалем затрагивали такие темы, как устройство гаремной жизни, отношения султана с женщинами, здоровье султанских детей и их матерей, путешествия, политические проблемы, слухи, сплетни и новости, доходившие до гарема; кроме того, Безмиалем нередко выражала свои материнские чувства.
Ещё во времена пребывания во дворце сестёр султана Селима III Хатидже и Бейхан в султанском гареме наметилась тенденция к европейскому стилю жизни; при Безмиалем-султан и её предшественнице Накшидиль эта тенденция укрепилась и стала более явной. Именно при этих двух валиде протоколы и церемонии, касавшиеся жён и матерей султанов стали схожи с европейскими. В частности, примером этого служил интерьер покоев матери султана в новом дворце, располагавшихся между секретариатом повелителя и султанским гаремом; хотя изначально покои нового типа строились в Долмабахче для Безмиалем, завершены они были уже после её смерти и первой их постоялицей стала мать Абдул-Азиза Пертевниял-султан.
О расточительстве, пристрастии к роскоши и мотовству женщин и дочерей султана во времена Безмиалем-султан ходили легенды. Сакаоглу отмечал, что происходило это в основном по той причине, что женщины соревновались в том, кто потратит больше. Сама же Безмиалем-султан любила принимать дорогие подарки: так, египетский паша Аббас I Хильми прислал валиде ребаб, уд, канун, набор арабских струнных инструментов, а также другие музыкальные инструменты и коллектив музыкантов. В своих воспоминаниях дочь придворного врача композитор, поэтесса и писательница Лейла Саз сообщала, что музыкальный оркестр принимал участие в представлениях во дворце даже после смерти матери султана; Лейла писала, что в оркестре были девушки, игравшие на лире, ребабе, кануне, танбуре, и чернокожая женщина по имени Зейнеб из Эфиопии, игравшая на арабском бубне.
Ходили слухи, что Безмиалем брала взятки: Ахмед Джевдет-паша в своём труде Tezakir писал, что торговец из Джидды по имени Фередж Юср скупал по низкому курсу золото в казначействе, которое продавал в городах Хиджаза гораздо дороже первоначальной стоимости, и для поддержания этой незаконной деятельности давал взятки многим влиятельным людям в Стамбуле, в том числе и Безмиалем; Джевдет также писал, что Накибулешраф Тахсин-бей, пользуясь благосклонностью матери султана, сколотил немалое состояние на продаже налоговых откупов. Об участии в коррупции Безмиалем-султан вспоминал и великий визирь Кыбрыслы Мехмед Эмин-паша уже после её смерти: в 1859 году на одном из заседаний совета он в лицо султану бросил обвинения его матери во взяточничестве, что, по слухам, послужило причиной снятия его с поста великого визиря. Джевдет-паша отмечал, что после смерти Безмиалем коррупция стала и вовсе неконтролируемой и «не осталось ни одного позора, которого бы они не совершили». Вместе с тем, Сакаоглу отмечал, что Безмиалем много занималась благотворительностью, за что была любима и уважаема в народе.
Врач Абдул-Меджида I Зигмунд Шпитцер писал, что здоровье валиде Безмиалем-султан стало ухудшаться в 1840-х годах. Он так вспоминал о своём знакомстве с матерью султана: «Когда я прибыл во дворец Чыраган, вдалеке на стуле сидела дама в ферадже. Это была мать султана. Я подошёл, почтительно поклонившись, в сопровождении евнуха. После того как евнух передал слова султана, валиде-султан приняла меня очень радушно. На лице у неё был тонкий шарф. Румяна на её щеках были очень заметны под ним. Я говорил, что сын беспокоится о её здоровье. На медицинские вопросы она отвечала тихо и спокойно. На вид ей было около 36 лет. Она была в очень хорошей форме. У этой грузинской девушки были сияющие светлые глаза, дивной красоты тонкие руки и плавные линии лица. Моё внимание привлекли её молодость и физическая форма. Она была очень любезна со мной, когда мы уезжали. Она приказал мне лично изготовить необходимые ей лекарства. Она также передала через евнуха мешочек золотых монет из кармана своего ферадже». Сакаоглу писал, что болезнью Безмиалем был туберкулёз, которым она заразилась ещё в юности. Поставив диагноз, Шпитцер понял, что султан очень огорчён, и попросил освободить его от обязанности лечить валиде-султан. Однако Абдул-Меджид I ответил ему, чтобы врач делал, что должен, и если валиде излечится, то только по воле Аллаха, если же нет — лечение не принесёт ни вреда, ни пользы.

### Смерть и погребение
Безмиалем-султан пробыла в должности валиде 13 лет и 10 месяцев. После постановки диагноза Шпитцером она прожила ещё около десяти лет и умерла во дворце Бешикташ рано утром по разным данным 30 июня, 2 или 3 мая 1853 года. Адмирал Слейд считал, что на момент смерти Безмиалем было 46 лет.
Слейд в своём труде «Турецко-крымская война» подробно описал похороны валиде Безмиалем-султан. Тело матери султана по обычаю в тот же день было погружено на султанскую лодку Абдул-Меджида I, доставлено по воде в Топкапы в сопровождении свиты покойной валиде, плывшей в других лодках. В Топкапы тело было подготовлено к погребению — омыто, надушено по обычаю и помещено в гроб, обитый вышитой золотом тканью. Затем гроб вынесли из дворца в окружении курильниц, источавших аромат алоэ. Чтецы Корана шествовали перед гробом, который установили на несколько минут под кипарисами в центральном дворе дворца. Здесь дворцовым имамом был совершён похоронный намаз, во время которого присутствующие сняли обувь, перевернули её подошвой вверх и встали сверху, что являлось признаком большого уважения к усопшей. Затем была сформирована похоронная процессия, состоявшая из шедших перед гробом военных различных званий, дервишей, читавших молитвы и исполнявших гимны, казаскеров Анатолии и Румелии, главы управления вакфов, дворцовых и государственных служащих, шейх-уль-ислама, капудана-паши и великого визиря, замыкали это шествие султанские евнухи; сразу за гробом шёл дарюссаде-ага — старый чернокожий мужчина с грустным видом, за ним следовали евнухи покойной валиде, разбрасывавшие в обе стороны серебряные монеты. Когда процессия шла по улицам столицы, многие женщины рыдали. У площади Диванйолу, где расположен мавзолей Махмуда II, процессию встречали ученики окрестных школ, исполнявшие гимны. После недолгой остановки перед садом у мавзолея гроб внесли в усыпальницу Махмуда II, после чего тело Безмиалем было погребено рядом с её мужем. Слейд отмечал, что когда открывали двери гробницы, плач евнухов в процессии прозвучал особенно горько, ознаменовав прощание с сострадательной женщиной и последний знак уважения и любви; этот плач странным образом перекликался с пением дервишей и ржанием лошадей, на которых передвигались в процессии военные и государственные деятели.
Сакаоглу и Улучай писали, что на похороны матери — погребение, поминальные службы и раздачу подаяния — Абдул-Меджид I потратил 79 тысяч курушей, что на тот момент являлось довольно внушительной суммой.

## Личность
Согласно Шентюрку, Безмиалем-султан была умной, осторожной, сострадательной и щедрой женщиной, выдающимся человеком, умевшим удерживать себя от мирских амбиций и показухи. Благодаря этим чертам она имела совершенно иную личность, чем некоторые женщины, которые из-за интриг стали причиной многих бедствий империи. В некоторой степени она смогла предотвратить пристрастие своего сына Абдул-Меджида к расточительству и хвастовству и помогала ему в государственных делах, когда это было необходимо, но никогда не злоупотребляла своим положением. Шентюрк отмечал, что во время правления сына Безмиалем много занималась благотворительностью: она тратила жалование и другие доходы, выделенные ей государством, на то, чтобы кормить бедняков, удовлетворять их нужды и совершать множество благотворительных дел, благодаря которым её вспоминали с благодарностью. Она не пренебрегала заботой о членах религиозных сект и делала крупные пожертвования дервишским общинам. Она лично разъезжала по окрестностям и протягивала руку помощи бедным и нуждающимся, заботилась о сиротах и выдавала замуж одиноких девушек, оказывала различную финансовую и иную помощь тем, кто не мог выплатить свои долги и тем, кто находился в заключении. Всё это показывало, что Безмиалем была мягка душой, отзывчива и сострадательна.
В противоположность Шентюрку Сакаоглу писал, что при дворе Безмиалем процветала коррупция и сама валиде не гнушалась брать взяток. При этом, он также отмечал, что Безмиалем много занималась благотворительностью, а жители столицы видели в ней умную, благородную и милосердную мать, которая сделала своим делом помощь бедным. Подтверждает эти слова и адмирал Слейд, который, описывая похороны валиде, отмечал, что в лице Безмиалем-султан женщины потеряли великого защитника, а бедняки — сострадательного друга. Слейд также писал, что Безмиалем использовала своё влияние на сына-султана во благо государства и его самого и что после её смерти Абдул-Меджид принял ряд неверных решений, приведших его к ранней смерти. Касательно характера валиде-султан, Сакаоглу приводит слова доктора Шпитцера, что мать Абдул-Меджида была «деликатной и эмоциональной» женщиной. Улучай писал, что Безмиалем валиде-султан, добрая и эмоциональная женщина, кормила и опекала бедных во время правления своего сына, завоевав таким образом любовь и уважение жителей Стамбула; в то же время она вошла в историю, построив в Стамбуле крупные благотворительные сооружения.

## Благотворительность и строительство
Валиде Безмиалем-султан создала множество благотворительных организаций и фондов в различных частях страны и оставила после себя множество приносящей доход собственности и прочих источников денежных средств, чтобы обеспечить непрерывную деятельность этих организаций. Часть из основанных ею фондов и их активы были определены и зарегистрированы в 400-страничном учредительном документе, содержащем четырнадцать отдельных учредительных свидетельств, составленных в период с 1840 по 1851 год.
Помимо многочисленных организаций, Безмиалем занималась строительством, ремонтом и восстановлением благотворительных строений и учреждений. Так, по инициативе и на средства матери Абдул-Меджида I в квартале Енибахче района Шехремини (Фатих) на землях Наккаша-паши в Стамбуле была построена и оборудована по-современному для своего времени бесплатная больница на сто коек для бедных и одиноких (гуреба) мусульман — Гуреба-йы Мюслимин (тур. Gurebâ-yi Müslimîn Hastahanesi); торжественное открытие больницы в присутствии государственных и религиозных деятелей состоялось 4 апреля 1845 года, а дальнейшая её деятельность финансировалась также из средств Безмиалем-султан. При больнице были открыты мечеть с одним минаретом и фонтан-чешме. Строительство одноимённой больницы такого же типа было начато Безмиалем в Мекке, однако завершено оно было уже после смерти валиде её сыном-султаном.
Безмиалем-султан построила в Стамбуле четыре школы: Дарюльмаариф (школа валиде), мектеб Безмиалем-валиде и две начальных школы Безмиалем. Дарюльмаариф была построена в районе Джагалоглу недалеко от мавзолея Махмуда II, была открыта 20 апреля 1850 года, предлагала трёхлетнее обучение на более высоком уровне, чем в мектебах, и являла собой учреждение, готовившее государственных служащих и студентов, следующей ступенью обучения которых являлось университетское образование по типу Дарюльфюн. Дарюльмаариф стала первым учреждением такого типа в Османской империи. Валиде-султан организовала при школе типографию литографии и библиотеку, которой подарила 546 томов ценных рукописей. Именно в этой школе обучались внуки Безмиалем шехзаде Мурад и Фатьма-султан. По сообщению французской газеты Le Journal de Constantinople от 24 апреля 1850 года, выходившей в то время в Стамбуле, мать султана покрывала все расходы школы. Иностранные наблюдатели в столице также назвали школу Безмиалем первым турецким колледжем. При Дарюльмаарифе действовала начальная школа, открытая также 20 апреля 1850 года и носившая название «Зелёный мектеб» (тур. Yeşil Mektep); в этом мектебе помимо жителей столицы обучались также и дети с окрестных деревень. Помимо Дарюльмаарифа и Зелёного мектеба при ней, Безмиалем построила мектеб в Чубуклу (Бейкоз), о котором нет никаких данных, кроме официального объявления в «Таквим-и векаи» от 28 февраля 1917 года о том, что здание сдаётся в аренду, и начальную школу в Молла Ашки, Эдирнекапы, строительство которой было завершено в 1844 году, а состояла она из классной комнаты и учительской.
Безмиалем-султан стала первой строительницей Галатского моста, соединившего Эминёню и Каракёй и первоначально получившего название «мост валиде» или «новый мост» (тур. Cisr-i Cedîd); мост был построен как плавающий (тур. sâbih) на деревянных понтонах в 1844 году, прослужил восемнадцать лет и был перестроен. Среди строительной и реставрационной деятельности валиде Безмиалем-султан, а также среди позднеосманской благотворительной деятельности в целом важное место занимают фонтаны (как себили, так и чешме); из них двенадцать фонтанов-чешме, которые можно идентифицировать, находятся в Стамбуле, два себиля в Медине и один себиль в Кербеле.
В 1853 году, незадолго до смерти, Безмиалем начала строительство мечети напротив ворот внутреннего двора дворца Долмабахче со стороны Часовой башни. Мечеть не получила имени валиде и с самого начала носила то же имя, что и дворец, поскольку находилась близко к нему и была отнесена к его территории. Архитектором для строительства этой мечети стал Никогос Бальян, который разработал проект однокупольной мечети с двумя минаретами в смешанном стиле барокко, рококо и ампира, которые заменили традиционные османские мотивы и декор, но при этом Бальян сохранил многие исламские элементы. Безмиалем-султан так и не увидела открытие мечети, поскольку она умерла, когда строительство находилось ещё на стадии возведения стен, однако строительство завершил Абдул-Меджид.

## Комментарии
1. ↑  В следствии такого принципа наследования переход власти от отца к сыну в предыдущий раз произошёл в 1648 году, когда маленький Мехмед VI взошёл на трон после своего отца Ибрагима I[6].
2. ↑  Оригинал и копия учредительного документа хранятся в архиве Главного управления фондов в Анкаре[14].
3. ↑  Как отмечал Шентюрк, именно это учреждение впервые стало использовать термин «больница»[14].
4. ↑  Дарюльмаариф действовала до 1933 года, когда была преобразована в Стамбульский женский лицей[тур.]. В 1988 году женский лицей был преобразован в Анатолийский лицей Джагалоглу[тур.][24].
5. ↑  Шентюрк и Сакаоглу называют следующие фонтаны: фонтан Валиде в Мачке[тур.], Бешикташ (1839), фонтан Безмиалем в Узунюсуфе, Силиврикапы (1841), фонтан Учлер в Султанахмете (1843), фонтан Безмиалем в Топкапы (1843), фонтан при больнице Безмиалем в Енибахче (1845), фонтан Безмиалем в Джиханнюма в Бешикташе (1846), фонтан Безмиалем в Тарабье (1852—1853), фонтан Безмиалем в Алибейкёе[тур.] (дату постройки установить не удалось, фонтан уничтожен), фонтан Абдуллы-аги и Безмиалем в Силиврикапы (1841), фонтан Безмиалем в Касымпаша (1841), фонтан Чукур, построенный Фатихом на территории Топкапы (восстановлен Безмиалем в 1851 году) и фонтан Берекетзаде[тур.] у Галатской башни (отремонтирован Безмиалем в 1844 году)[28][23].